# Rýt vonný

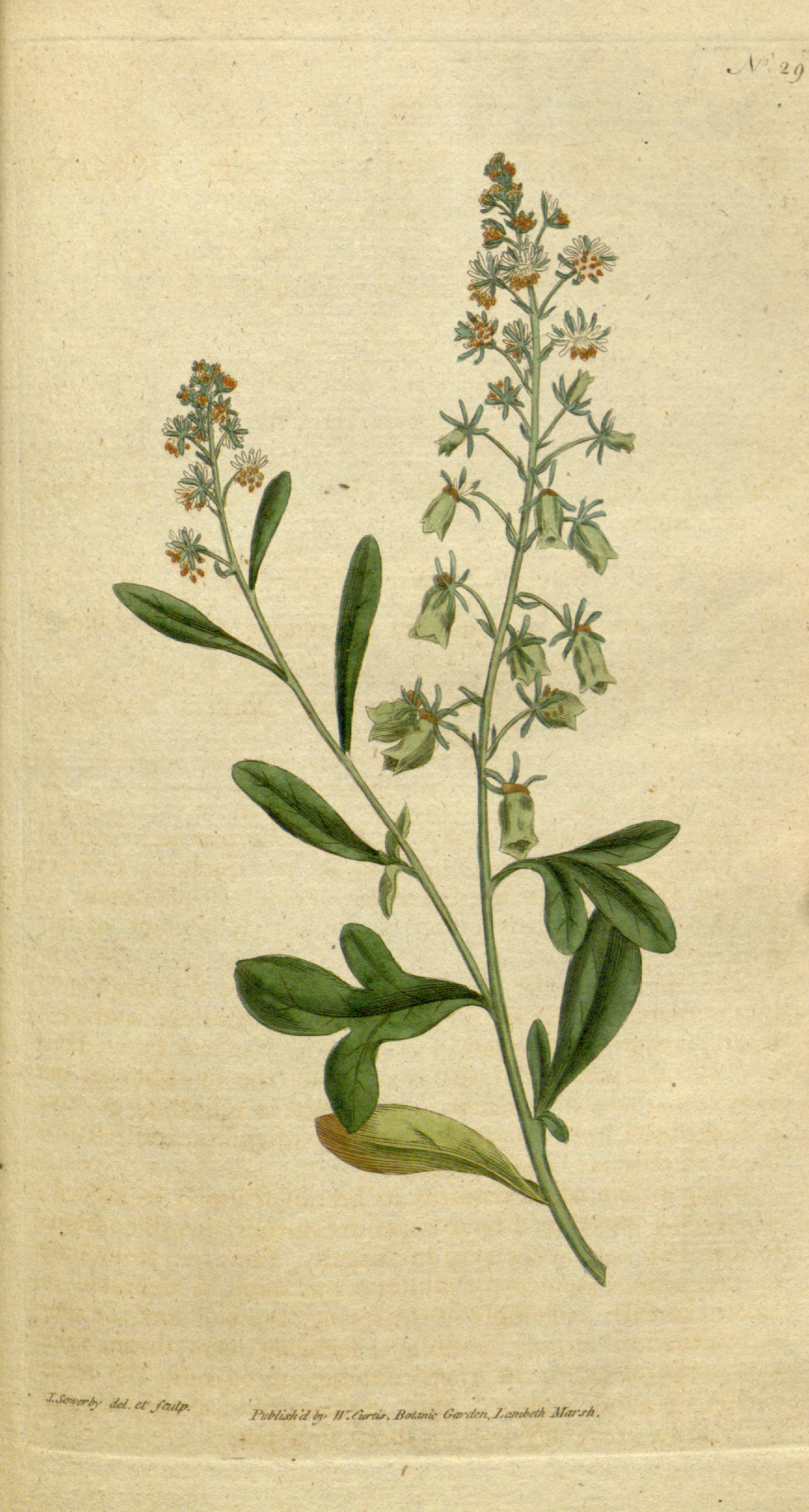
Rýt vonný – ilustrace

Rýt vonný (Reseda odorata) je druh jednoleté vonné byliny z čeledě rýtovitých.

## Výskyt
Pochází pravděpodobně se severní Afriky, z jihovýchodních oblastí středozemního moře, odkud se dostal postupně do volné přírody jihovýchodní Evropy. Zhruba před 150 léty se začal pěstovat v zahradách Francie a postupně se stal oblíbenou vonnou letničkou. Dostal se do volné přírody a zplaněl téměř v celé Evropě, včetně České republiky. Je nenáročný a snadno se samovolně rozšiřuje ze zahrad do volné krajiny. Osídlil tak severovýchod i jihozápad Spojených států a jih Austrálie.

## Popis
Je to letnička s lodyhami poléhavými, vystoupavými nebo nejčastěji vzpřímenými a rozvětvenými, které dosahují běžně výšky 25 až 40 cm, některé vyšlechtěné zahradní kultivary pěstované na kvalitní půdě mohou dorůstat i do 60 cm. Lodyhy jsou žebrované, někdy lysé a jindy s roztroušenými chloupky na žebrech. Přisedlé tmavě zelené listy veliké asi 7 × 2 cm vyrůstají střídavě, mají čepele celistvé, kopinaté nebo eliptické, jen hořejší jsou děleny do tří laloků a jsou relativně kratší a širší.
Vonné květy jsou oboupohlavné, sdruženy jsou do koncových hroznatých květenství dlouhých až 15 cm. Barva květů je bílá, světle žlutá nebo oranžově červená, mají listeny cca 2 až 4 mm dlouhé. stopky květů mívají okolo 5 mm, s plody se prodlužují až na 15 mm. Květ má 6 kališních i korunních lístků, horní, největší lístek koruny je rozdělen do 9 až 13 laloků. Tyčinek bývá od 20 po 25, nitky jsou krátké, prašníky bývají oranžové. Semeník je vytvořen ze tří plodolistů. Kvete od července do října, velmi aromaticky voní, silně přitahuje hmyz. Plody jsou ve tvaru převislých podlouhlých tobolek s drobnými, matně hnědými, vypuklými, vrásčitými semeny velikými 1,5 až 2 mm.
Stále probíhá šlechtění rýtu vonného zaměřené na bohatost větvení, výšku, kvetení a hlavně vůni. Věnuje se zvláštní pozornost velikosti jednotlivých kvítků i celého květenství a intenzitě jejich žlutého či žlutozeleného, načervenalého až červeného, případně bělavého vybarvení. A to vždy v kontrastu s nápadně červenými nebo žlutými prašníky. V současných cenících nacházíme zpravidla 3 až 6 odrůd, které jsou anglického, německého nebo francouzského původu.

## Využití
Mimo nosu i oku lahodící podívané jsou květy rýtu vonného důležitým zdrojem pro výrobu parfémů. Průmyslová výroba této vůně je neobyčejně obtížná a daří se pouze tzv. „absorpční“ metodou. Pravý rezedový parfém je velice drahý a parfémy s tímto názvem bývají často imitovány, jsou vyráběny uměle z jiných bylin.

## Pěstování
Uřezávají-li se kvetoucí rostlině nakvétající lodyhy tak, aby nemohla vytvořit semena, rostlina bez problému přezimuje a na jaře vyrostou lodyhy nové. Řežeme-li nakvétající rostlinu stejným způsobem i další rok, spodní část stonku zdřevnatí a původně jednoletá rostlina se přemění na vytrvalý keřík.